# Elias Herckmans
Elias Herckmans (ca. 1596 - Recife, 10 januari 1644) was een koopman, zeeman, schrijver en dichter. In 1624 schreef hij het rederijkersstuk Slach van Vlaenderen ter verheerlijking van Maurits van Oranje. Zijn hoofdwerk is Der Zee-vaert Lof uit 1634, in 6 boeken. Een van de zeventien illustraties hierin is van de hand van Rembrandt van Rijn.
In 1635 ging hij naar Brazilië, waar hij gouverneur van Paraïba was. Hij nam deel aan de verovering van Chiloé. Na de dood van Hendrik Brouwer werd hij bevelhebber, waarna hij in 1643 Valdivia veroverde. Hij stierf in 1644 in Recife.
Nicolaes Witsen nam verzen van Der Zee-vaert Lof op in zijn Aloude en hedendaegsche Scheepsbouw en bestier van 1671.

## Biografie

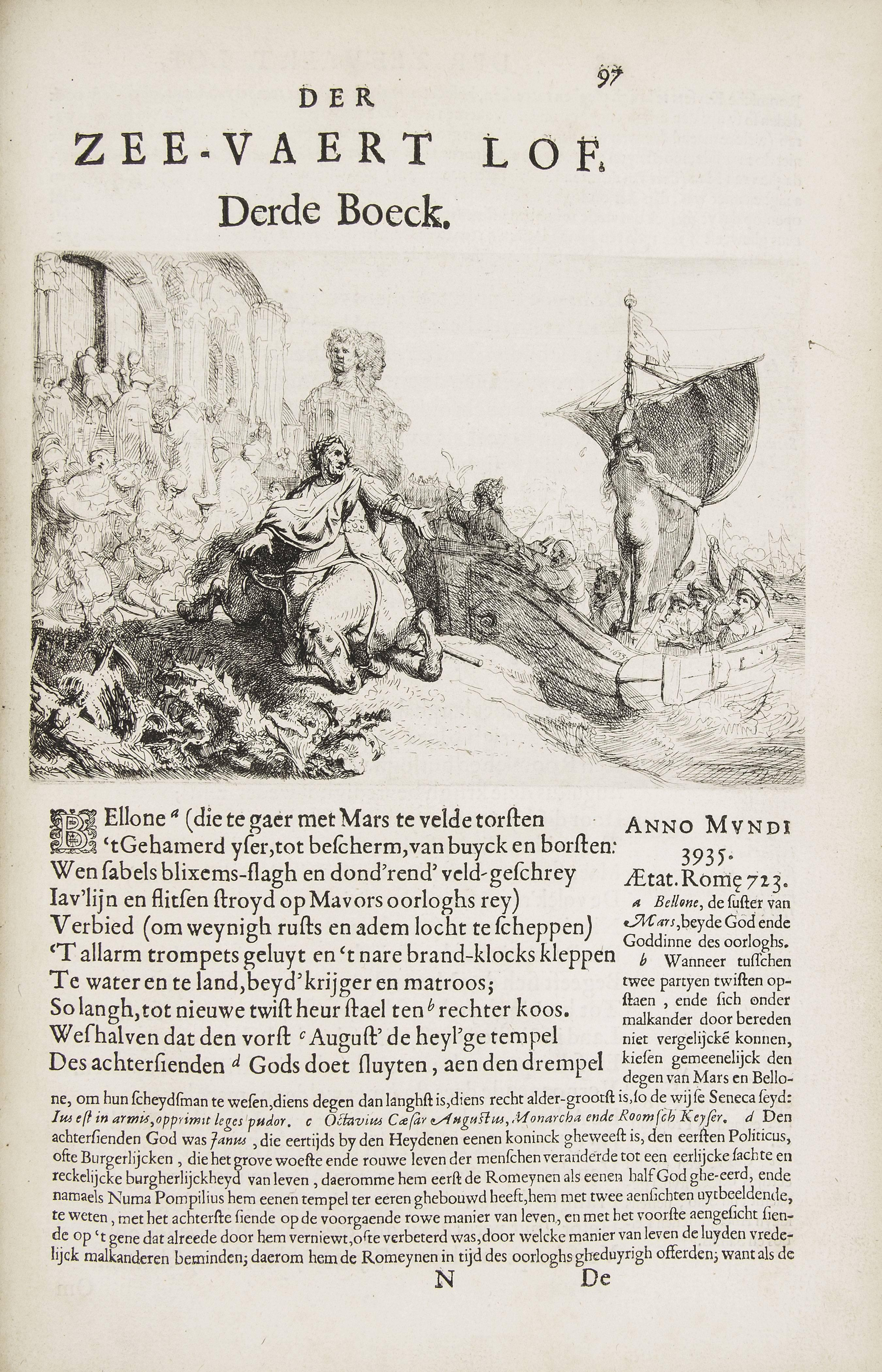
Rembrandts ets in Der Zee-vaert Lof.

### Koopman, dichter en schrijver
Herckmans is vermoedelijk geboren in Moers, dat in 1597 door Maurits van Nassau werd ingenomen tijdens zijn veldtocht. Zeker was hij vanaf 1617 in Amsterdam, waar hij leerling lakenbereider was. In 1621 trouwde hij met Machtelt Wouters. Ze zouden tot 1635 zeven kinderen krijgen, waarvan er één als baby stierf. Herckmans klom de jaren daarna op tot koopman op de vaart 'om de Noord' naar Archangel, waarschijnlijk voor de rederij van de familie De Vogelaer, die al sinds eind 16e eeuw handel dreef met het Tsaardom Moskovië. Archangel was voor de Russen vóór de stichting van Sint-Petersburg de enige verbinding met West-Europa via zee, en er was een gemeenschap van Nederlandse kooplieden gevestigd. Marcus de Vogelaer jr., die de rederij in deze tijd leidde, was een bewindhebber van de West-Indische Compagnie (WIC) en familie van Constantijn Huygens.
In 1624 debuteerde Herckmans als schrijver met het toneelstuk de Slach van Vlaenderen. Het stuk had 6 bedrijven en bevatte ook liedjes en komische intermezzo's. Daarna volgde een historie: Een historischen verhael van de voornaemste beroerten des Keyserycks van Russia. Het ging over de Russische Tijd der Troebelen en de strijd tussen Boris Godoenov en de zogeheten valse Dimitri rond 1600. In 1627 kwam er weer een toneelstuk: het treurspel Tyrus Belegeringhe en ondergangk. In 1631 volgde de Sweedsche Zeeg-trompet.
Zijn hoofdwerk is Der Zee-vaert Lof uit 1634, opgedragen aan de 'Machtighe in Zeevaert bloeyende Koop-stad Amsterdam' en zijn burgemeesters. De volledige titel is: Der Zee-vaert Lof. Handelende vande gedenckwaerdighste Zeevaerden met de daeraenklevende op en onderganghen der Voornaemste Heerschapijen der gantscher Wereld: Zedert haere beginselen tot op den dagh van huyden. In VI Boecken Beschreven Door E. Herckmans. Het bestaat uit 6 boeken in alexandrijnse versvorm. Beginnend met de Ark van Noach verhaalt het de geschiedenis van de zeevaart en behandelt zoal de Phoeniciërs, de Grieken en Romeinen, het Byzantijnse Rijk, en de Spanjaarden en Portugezen. Het vijfde deel gaat over de Nederlanders, met bekende namen als Barentsz en Van Heemskerck, de Houtman, Van Neck, Van Noort, Van Spilbergen en vele anderen. Het zesde deel beschrijft het leven aan boord van een koopvaardijschip. Herckmans toonde in dit werk over een grote kennis van de geschiedenis te beschikken, deels ontleend aan klassieke teksten die hij in het latijn moet hebben gelezen. Het werk bevat onder andere een ets van Rembrandt, met de godin Fortuna op een van wal stekend schip, als illustratie van Herckmans' betoog dat handel altijd gebaat is bij vrede.
Op 17 maart 1635 stuurde hij een exemplaar van zijn boek aan Constantijn Huygens, door wie hij beïnvloed was. Aan hem droeg hij later dat jaar nog een komisch gedicht op: Lof der Kael-Koppen. Huygens beval Herckmans aan bij de WIC als lid van de Hoge Raad in Nederlands-Brazilië.

### Gouverneur van Paraíba

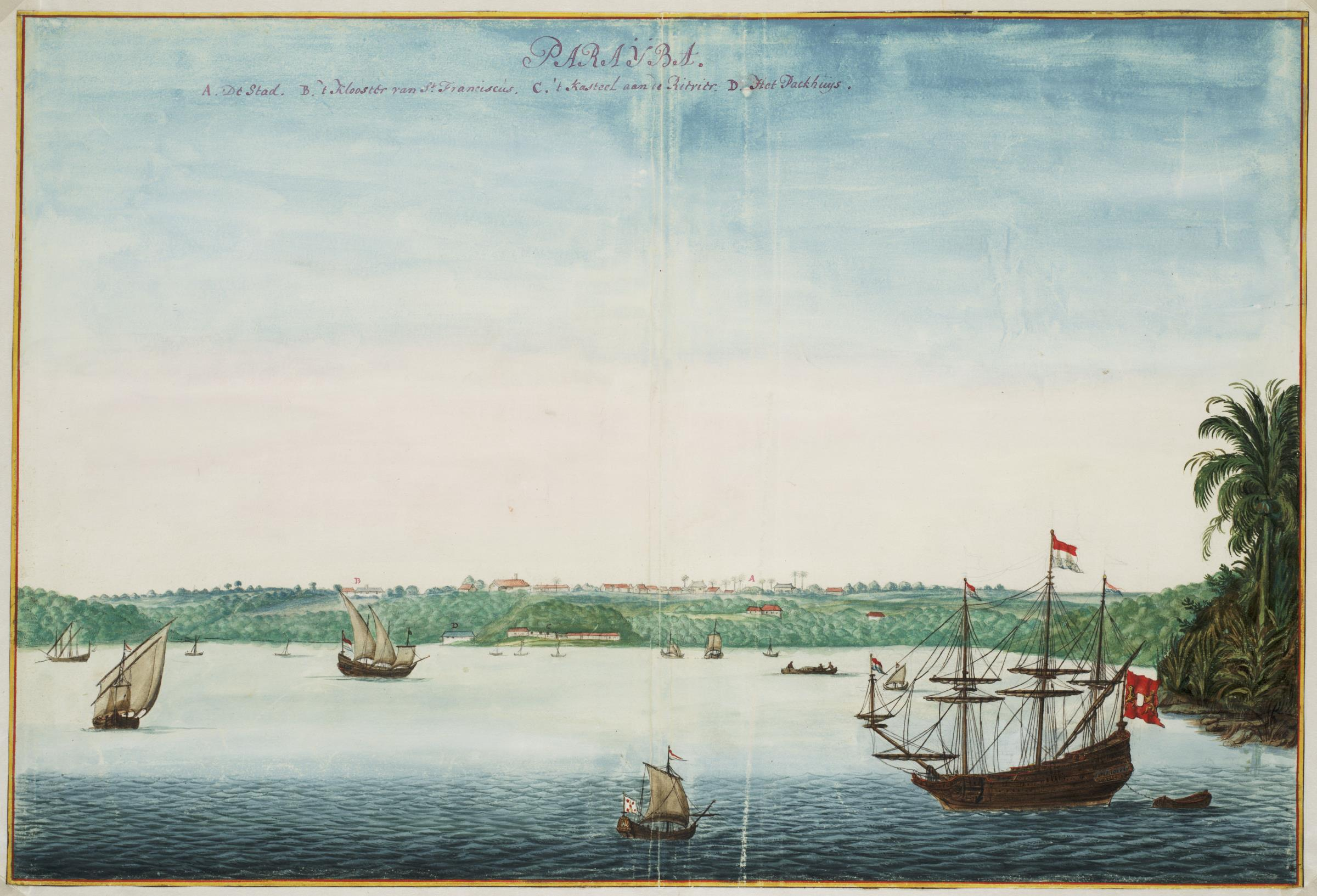
Paraíba (Frederikstad).

Datzelfde jaar nog trad Herckmans in dienst van de WIC en vertrok eind september naar Brazilië, waar hij op 23 december aankwam. Hier waren vijf jaar tevoren gebieden langs de noordkust op de Portugezen veroverd. Midden 1635 volgde ook het binnenland van Pernambuco. Hoewel de strijd nog niet gestreden was ging het al goed met de export van suiker, tabak en hout. Herckmans werd na aankomst in Brazilië lid van de Hoge Raad in Recife. In september werd hij benoemd tot gouverneur van Tamarica en Guiyana, en een maand later tot gouverneur van Paraíba en Rio Grande. De hoofdstad van Paraíba, iets landinwaarts aan de Paraíba rivier, werd Frederikstad genoemd. Hij kreeg hier al snel te maken met een inval van een leger van meer dan 600 Spanjaarden en Portugezen, die in deze tijd verenigd waren in de Iberische Unie. Ze werden op de vlucht gejaagd ten koste van vier Nederlandse doden en zestien gewonden. Herckmans schreef in december aan Huygens: 'Dit is den eersten scharmutsel dien ick gehouden hebbe, ende hebbe daer oock door Gods genade de overwinning van gedraghen'.

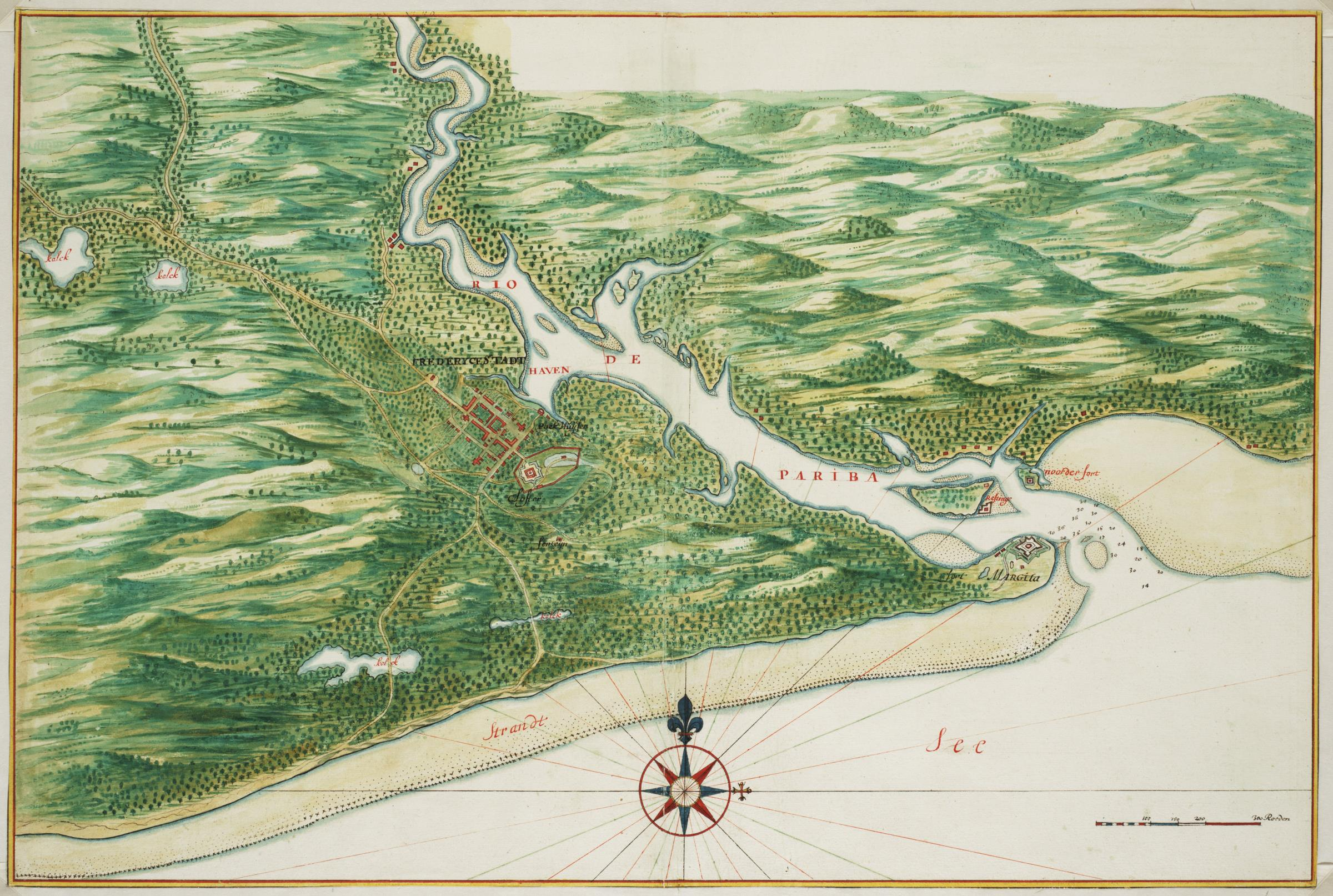
Frederikstad en de forten aan de Rio de Pariba.

In 1639 schreef Herckmans een Generale beschrijvinge vande Capitanie Paraíba voor de Hoge Raad, die een inventarisatie wilde van de suikermolens in het gebied. Hij gaf hierin een gedetailleerde beschrijving van de weelderige natuur, het vruchtbare land, de gebouwen en de inheemse bevolking, met name de in de dorpen aan de kust levende Pituguares en de nomadische Taboeyers, die in het bergachtige binnenland leefden met hun koning, 'Jan Duwy'. Beide behoorden tot het Tupi volk, maar leefden in voortdurende onmin met elkaar. De inheemse stammen in Zuid-Amerika werden door de Nederlanders gezien als bondgenoten in hun strijd tegen de Spanjaarden en de Portugezen. Herckmans' rapport, dat bewaard is gebleven, wordt als een van de belangrijkste documenten van de Nederlanders in Brazilië beschouwd.

### Expeditie naar het binnenland
In januari 1637 arriveerde de nieuwe gouverneur Johan Maurits van Nassau in Brazilië. Herckmans raakte bevriend met hem. Johan Maurits voerde hervormingen door in het bestuur, stichtte Mauritsstad op een eiland tegenover Recife en breidde het Nederlandse gebied verder uit. In 1640 vergezelde Herckmans als lid van de Raad de admiraals Cornelis Jol en Jan Lichthart in de Tweede Slag bij Salvador da Bahia.

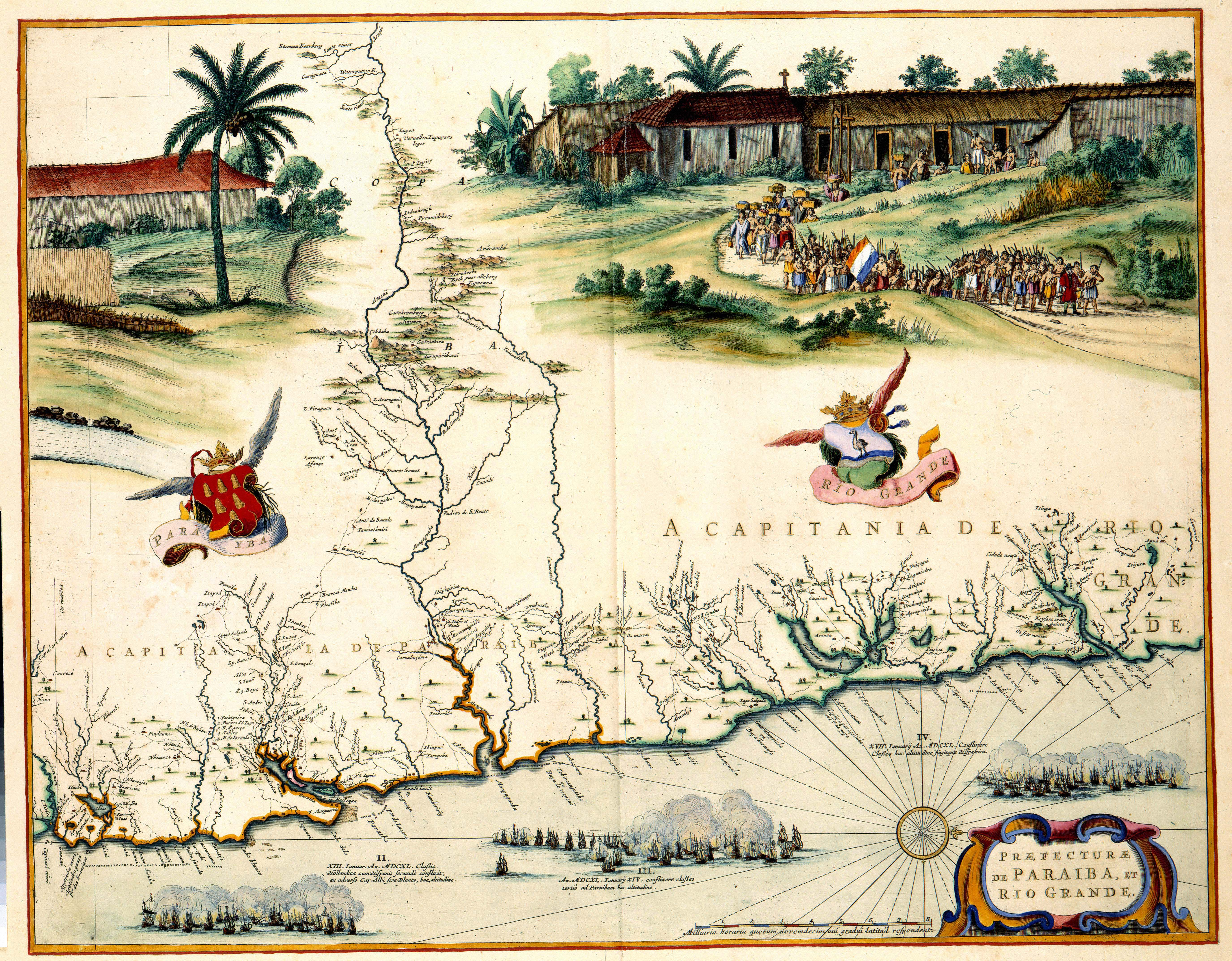
Paraíba en Rio Grande, met de route van Herckmans' expeditie naar de Steenen Keerberg in het binnenland. Rechts Herckmans aan het hoofd van zijn expeditie. Kaart en tekening van Georg Markgraf.

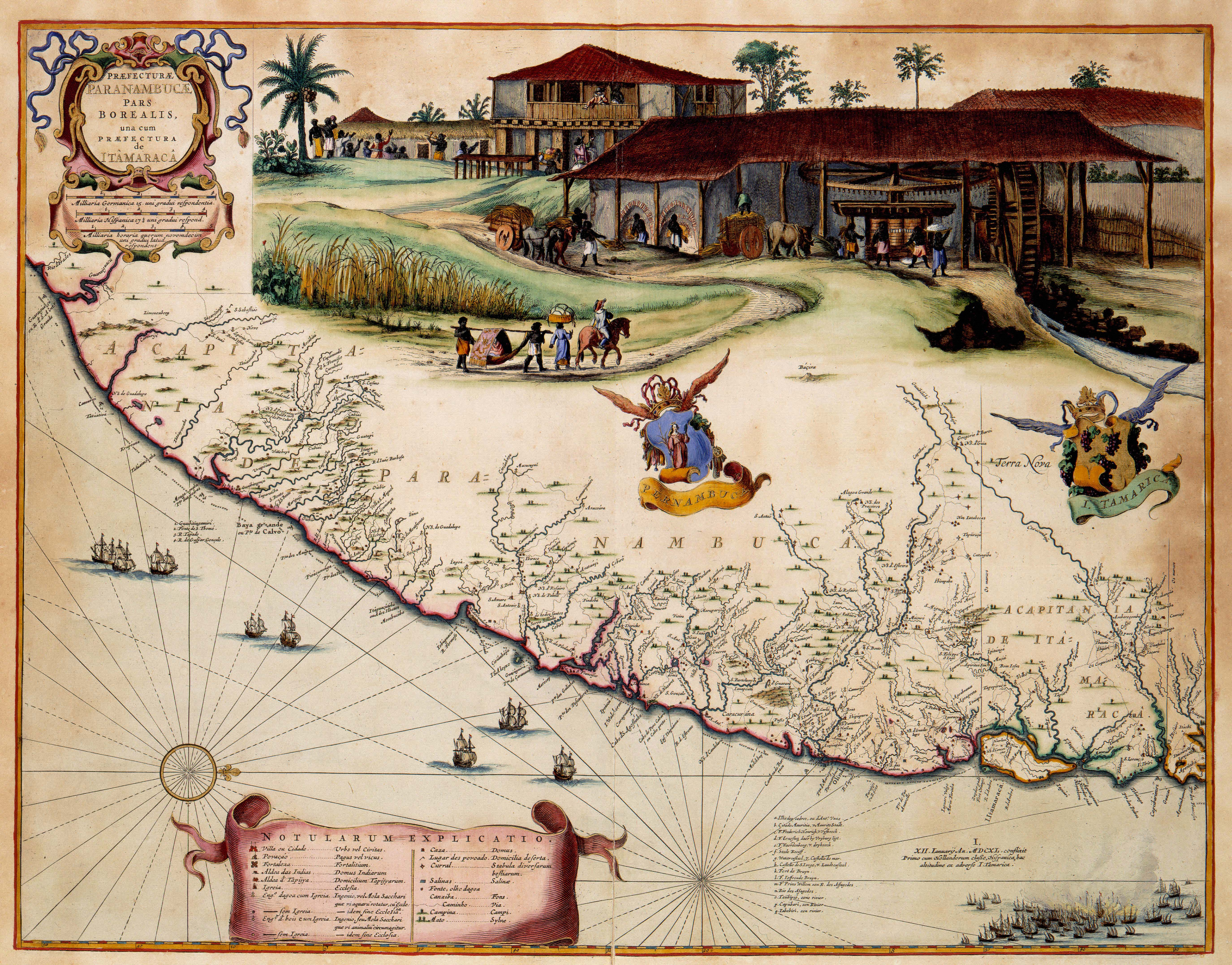
Pernambuco en Itamaracá. Rechtsboven een suikermolen.

Na de wapenstilstand met Portugal liet Johan Maurits veel wetenschappelijk onderzoek doen en stuurde hij expedities uit. Op 3 september 1641 vertrok Herckmans op een tocht door het binnenland naar de Copaiba bergen, ter exploratie en in de hoop een zilvermijn te vinden. Hij volgde daarbij aanwijzingen van een oude Portugees die er in 1625 ternauwernood had overleefd toen zijn proviand was opgeraakt. Herckmans startte vanuit Frederikstad met 53 soldaten, 60 Brazilianen en 7 wagens voor de bagage en volgde ruwweg de loop van de Mongaguaba (de Mamanguape rivier) naar het westen. Het werd een zware tocht over dichtbegroeide bergen en rivieren. Eenmaal in de jungle moest men de wagens achterlaten bij een plek die men Magazynsberg noemde. Verder moest men zich een weg banen met bijlen en kapmessen. Regelmatig haakten dragers en gidsen af om terug naar hun dorpen te gaan. De expeditie bereikte de 'Schiyabuch' rivier en beklom een berg, op de top waarvan Herckmans een gedenkteken liet aanbrengen. Er gingen steeds meer stemmen op om terug te keren, want het gebied werd steeds ontoegankelijker en het voedsel en drinkwater begon op te raken. Toch wilde Herckmans door. Zilver werd echter nergens gevonden. Wel zag men enkele malen megalitische bouwsels van opgestapelde grote stenen die aan altaren of hunebedden deden denken. Een grote rots noemde men Pyramideberg, omdat hij door mensenhanden gemaakt leek. Nog verder, aan de voet van een nog hogere berg, was volgens de Indiaanse gidsen vroeger een grote nederzetting geweest waarvan de bewoners door de Portugezen naar de kust waren gevoerd. Herckmans wist zijn vermoeide reisgenoten met een ferme toespraak nog een laatste keer over te halen om door te zetten. Vanwege de dichte jungle kwam men echter maar een paar kilometer per dag vooruit. Op de top van de volgende berg kon men zien dat de Copaiba bergen nog ver weg waren, zodat Herckmans hier alsnog besloot de terugtocht te aanvaarden. Deze berg werd de 'Steenen Keerberg' genoemd. Via ongeveer dezelfde route kwam men na veel ontberingen op 4 november weer terug in Paraíba.

### Expeditie naar Chili

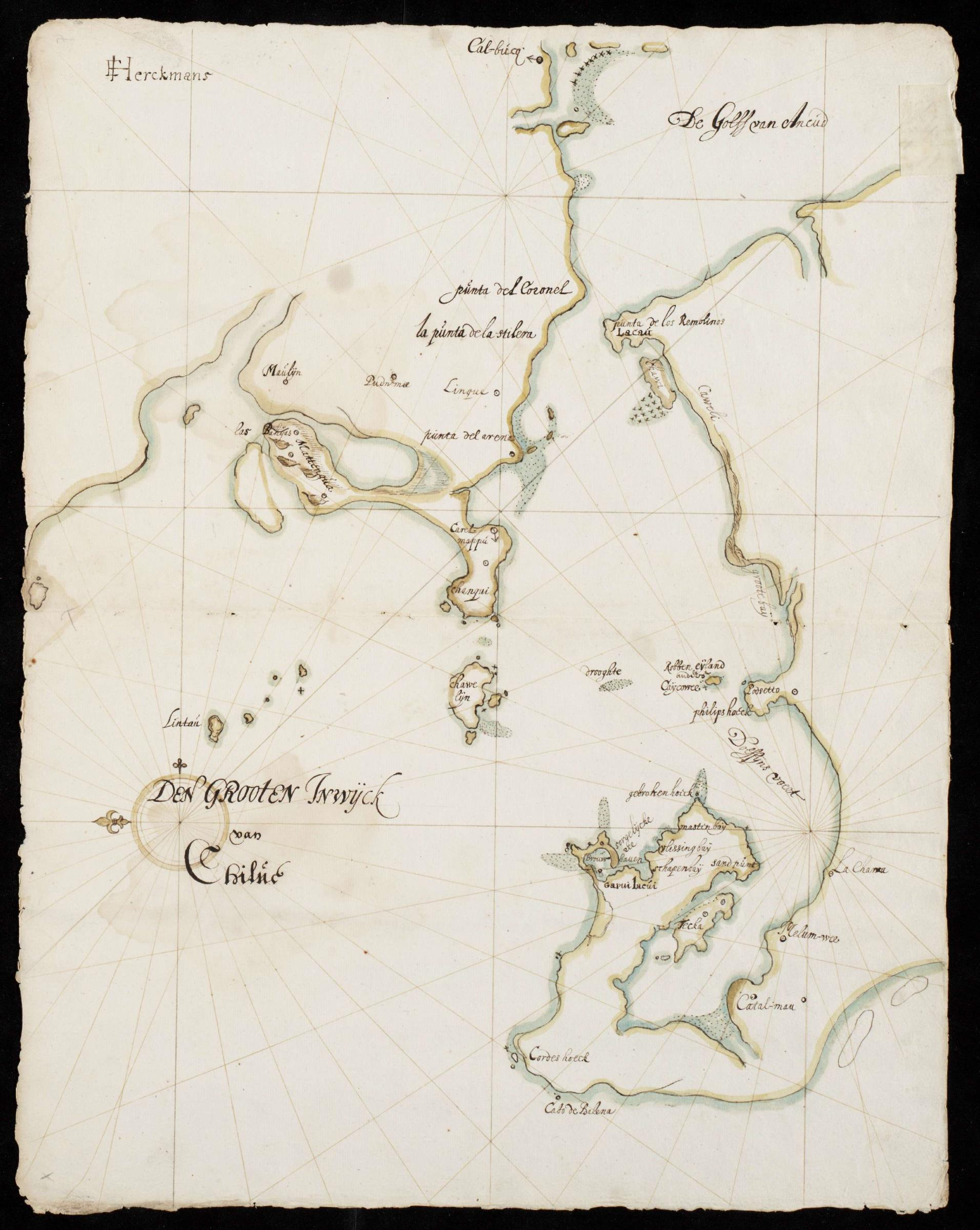
Den Grooten Inwijck. Kaart met de noordelijke kust van Chiloé bij de plaats Ancud (rechts) en Carelmapu op het vasteland (links). Linksboven de naam E.Herckmans.

In de zomer van 1642 ging Herckmans met verlof naar Nederland. Daar werd hij door de WIC benoemd tot viceadmiraal van de expeditie van Hendrik Brouwer naar Chili, die als doel had om daar op de Spanjaarden een basis te veroveren vergelijkbaar met Recife aan de oostkust. De 61-jarige Brouwer was een ervaren zeeman, ex-bewindhebber van de VOC en gewezen gouverneur-generaal in Batavia. Op 22 december kwam Herckmans met de vloot van Brouwer weer terug in Recife. Met slechts vijf schepen, waarvan er een onderweg nog afhaakte, vertrok men van daar op 15 januari naar het zuiden. Brouwer op de Amsterdam en Herckmans op de Vlissingen. Na de ronding van Kaap Hoorn via Straat Le Maire volgden succesvolle gevechten met de Spanjaarden. Castro op het eiland Chiloé en Carelmapu op het vasteland werden veroverd. Brouwer werd echter ziek en overleed in augustus. Herckmans nam toen het commando over. Een kleine 500 leden van de inheemse Mapuche-stam hadden zich inmiddels bij de Nederlandse troepen aangesloten. Onder Herckmans' leiding bereikten de schepen het hoofddoel Valdivia, een eindje landinwaarts aan een kronkelende rivier. De stad bleek verlaten te zijn. De Spanjaarden waren er in 1599 tijdens een grote opstand door de Mapuche verdreven en niet teruggekeerd. Vervolgens werd begonnen met de bouw van een fort. Herckmans stuurde op 16 september de Amsterdam onder schipper Elbert Crispijnsen terug naar Recife met een optimistisch bericht en verzoek om versterking met een vloot van zeker 13 schepen en 800 soldaten. Toch werd op 13 oktober in de scheepsraad besloten terug te keren naar Brazilië. De plaatselijke bevolking, waarmee men had gehoopt samen te werken tegen de Spanjaarden, was gestopt met de bevoorrading van het fort omdat het zaaitijd was. Ook werden de mensen wantrouwig toen ze er achter kwamen dat de Nederlanders geïnteresseerd waren in goud. Ze hadden dat onder dwang als tribuut moeten leveren aan de Spanjaarden. Herckmans kon hen niet overtuigen dat de Nederlanders geen veroveraars maar kooplieden waren die zelf ook hadden geleden onder de Spaanse tirannie. Herckmans schreef aan Huygens: 'Goud seyden sy in voorraat niet te hebben, maer wesen de mijnen aen daer ‘t is, doch wilden niet aen ’t mineren, noch oock daertoe gedwongen wesen; seyden het goud de enigste oorsaeck van den oorlog tusschen haer en de Castellanen te wesen, door dien se die so hun opgeleyden tribuyt van goudt niet op en brochten neus en oren af sneden, dat haer het uyterste tegen den Spaniaerd hadde doen voornemen, vertrouwe dat sy wel wenschen souden dat haere land geen goud en hadde.’ Door deze ontwikkeling ontstond onder de soldaten onrust, die op muiterij dreigde uit te lopen.

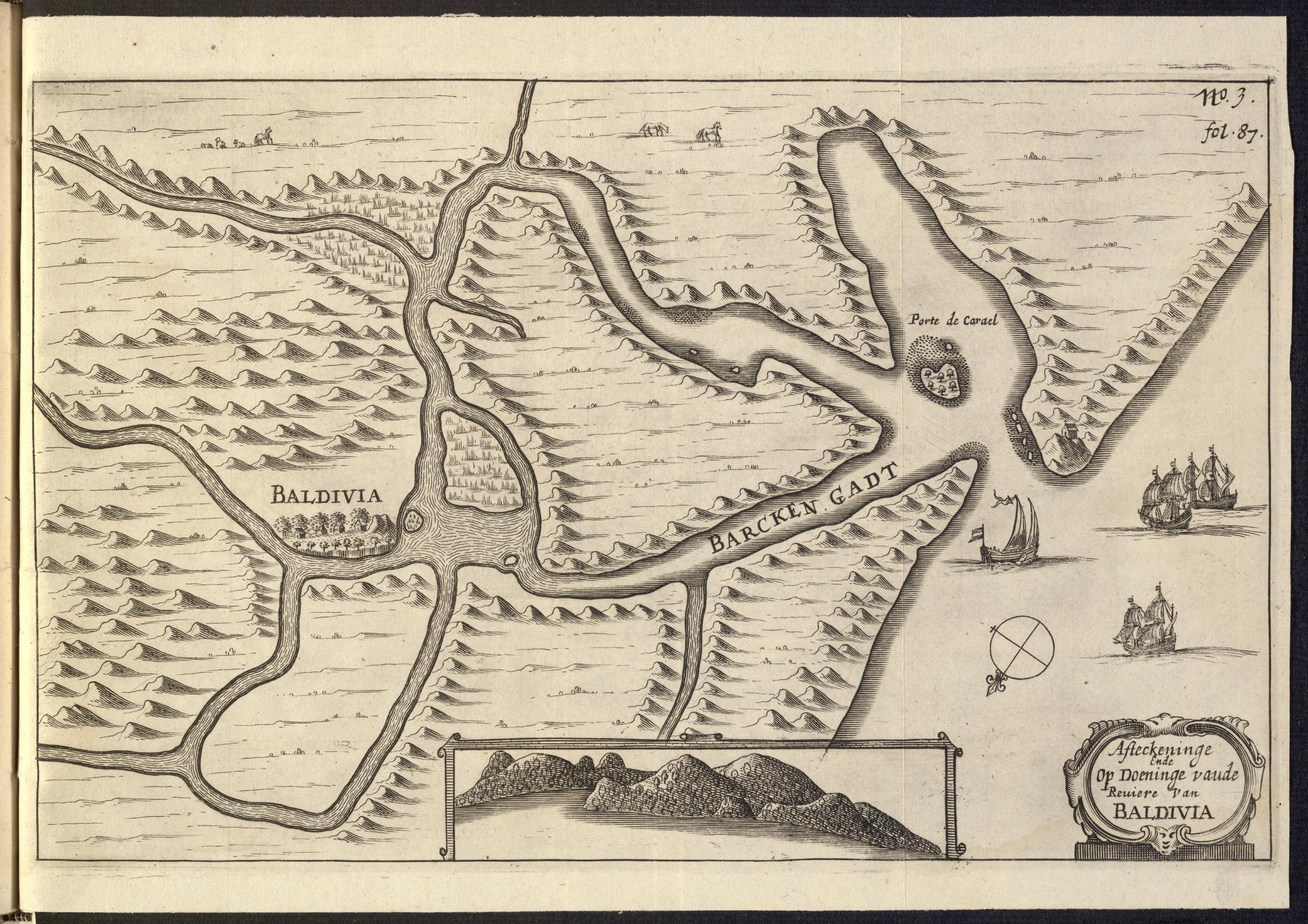
Kaart van Valdivia in het Journael ende historis verhael van Hendrick Brouwer.

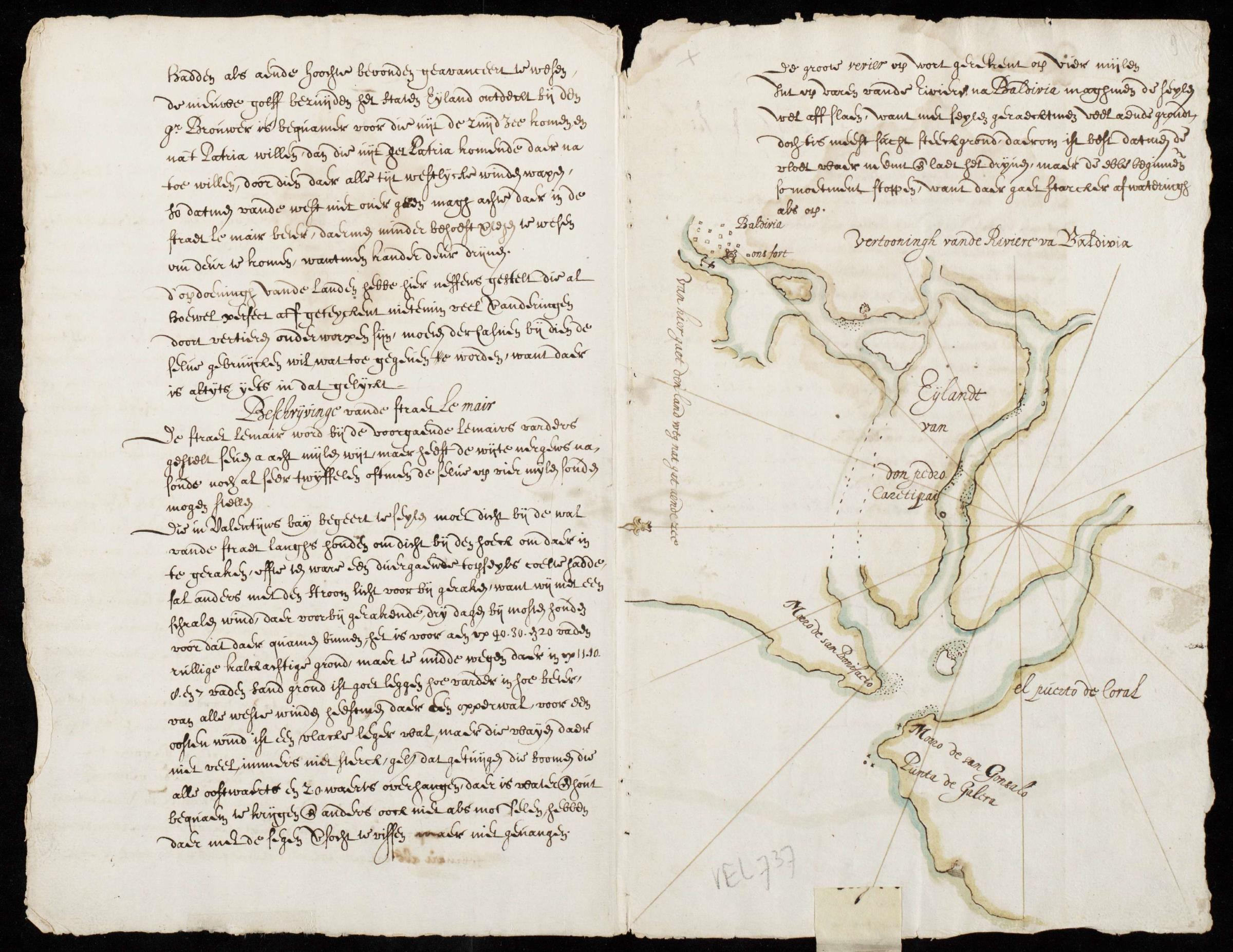
Pagina's uit de 'zeilaanwijzingen' opgesteld na de expeditie naar Chili, met een kaart van Valdivia en 'ons fort'.

Tot ieders verrassing kwam dus niet lang na Crispijnsen Herckmans met zijn schepen terug in Recife, terwijl men daar reeds een schip ter ondersteuning had uitgerust. 'Comt den 28sten December de Heer Herckmans hier onvermoedelijck ten ancker ende doet de hoope van het groote werck, dat wij soo uijt sijn brieven, als het rapport van den Heer Chrispijnsen hadden geconcipieert, voor ditmael gelijck een roock verdwijnen', schreef Johan Maurits teleurgesteld. Herckmans werd bij terugkomst ziek. Hij wist zich succesvol te verantwoorden voor de Hoge Raad, met een beroep op het gebrek aan levensmiddelen en de te verwachten tegenaanval van de Spanjaarden, maar overleed tien dagen na zijn aankomst, op 8 januari. Nog maar net teruggekeerd 'heeft God Almachtich hem met een harde sieckte besocht', schreef Crispijnsen.
De Heren XIX waren niet blij met de resultaten van de expeditie. Ze weigerden Herckmans' gage uit te keren aan zijn erfgenamen, omdat de expeditie vruchteloos was geweest en Herckmans 'de zaak op soodanige manier niet bedient ende waer genomen, als hij schuldich was ende de gelegentheijt van saecken vereijschte'. Ze vonden 'dat het subijt vertreck ende verlaten vande custe van Chilij meer geschiet door kleijnherticheijt ende vreese van de Castiliaenen dan dat de gepretexteerde schaersicheijt van de vivres hem daer toe souden hebben geconstringeert'. Ze wisten niet dat de Spaanse onderkoning van Peru, op zijn beurt niet wetend dat de Nederlanders niet meer terug zouden komen, eind 1644 een vloot van meer dan 20 schepen naar Valdivia stuurde, en daarnaast nog een landleger van meer dan 2000 soldaten. Tegen enorme kosten werden overal forten en andere verdedigingswerken aangelegd en garnizoenen geplaatst, wat een scherpe daling van inkomsten tot gevolg had voor Madrid.
Ook anderszins bleef de expeditie niet helemaal zonder resultaat. Herckmans bracht een glossarium mee terug met meer dan 400 woorden en uitdrukkingen in de taal van de inheemse bevolking. Het werd door Barlaeus opgenomen in zijn Rerum per octennium in Brasilia uit 1647, een geschiedenis van Nederlands-Brazilië onder het bestuur van Johan Maurits. Hij maakte voor zijn boek veel gebruik van Herckmans' verslagen, en zwaaide hem lof toe als een 'dapper en beleidvol man' die de belangen van de Republiek niet door wapengeweld maar door 'vlijtig onderzoek van landen en volken' had bevorderd.